# Viber
Viber (prononciation : /vaɪ.bəɹ/) est un logiciel multiplateforme de messagerie instantanée pour smartphone, tablette et ordinateur qui permet d'échanger par Internet des messages texte et des fichiers, mais également des appels audio et vidéo en utilisant la technologie de la voix sur IP. Développé à l’origine par la société israélienne Viber Media, fondée en 2010, il a été racheté en 2014 par le groupe japonais Rakuten. La société prend alors le nom  de Rakuten Viber.

## Caractéristiques
Propriétaire mais gratuit (c’est un freeware), il est disponible sous Windows, MacOS, Linux, iOS et Android.
À l’inscription, même sur tablette et ordinateur, l’application demande un numéro de téléphone qui servira d’identifiant unique. Les communications entre utilisateurs inscrits sont gratuites et sécurisées et il est également possible de passer des appels vers les téléphones fixes et mobiles avec des crédits ou des forfaits Viber en utilisant l’option Viber Out.
Viber propose aussi les chats de groupe et offre des autocollants animés.
En juillet 2018, le CEO présente à la presse sous le nom de « Viber 2.0 » un ensemble d'évolutions spécifiques qui propose un nouveau bouquet de services incluant l’audioconférence de groupe, l’accès facilité à des contenus multimédias et un système de paiement entre utilisateurs pour 2019,.

## Historique
La société Viber Media a été fondée en décembre 2010 à Tel Aviv (Israël) par Talmon Marco, ancien directeur informatique des Forces de défense israéliennes dans les années 1990. En 2014, elle est rachetée pour 900 millions de dollars par Rakuten, le géant japonais du commerce en ligne,.
En février 2017, Rakuten annonce la nomination à la tête de l’entreprise d'un entrepreneur français, Djamel Agaoua. Qualifié de « sérial entrepeneur » par la presse, il a déjà créé ou participé au développement de plusieurs start-ups  : Achatpro, plateforme d'achat virtuelle revendue en 2004 à la BRED, B-Process, une solution de facturation électronique cédée à SAP Ariba en 2011 et MobPartner, spécialisée dans la publicité mobile et cédée en 2015 au groupe de communication chinois Cheetah Mobile pour la somme de 58 millions de dollars,. Chargé de la branche publicité mobile de ce dernier, il en devient l'un des vice-présidents et en supervise pendant deux années les ventes internationales.
Passé à la tête de Viber Media en 2017 et fort de ces réussites, le Français lance une série d’innovations en accentuant la qualité des services à valeur ajoutée : adoption de la messagerie éphémère de type Snapchat qui permet d'envoyer à ses contacts des images et des vidéos qui seront supprimées après leur lecture, transfert d'argent sécurisé en partenariat avec Western Union et partage sécurisé de géolocalisation.
En juillet de la même année, Viber devient Rakuten Viber et un nouveau logo est introduit.
Fin 2017, le nouveau CEO annonce publiquement les objectifs de la messagerie qu'il associe à ceux du groupe Rakuten. Ceux-ci visent à concurrencer directement les grandes marques leader du marché que sont Facebook pour Viber et Amazon pour Rakuten. La société dénombrant à l’époque 260 millions d'utilisateurs actifs sur la plateforme, l’annonce d'un objectif de 2 milliards d'utilisateurs pour 2020 est faite à la presse économique israélienne en novembre. Interviewé, Djamel Agaoua précise : « Ma mission est clairement d'arriver à recréer la dynamique entrepreneuriale qui a fait le succès de ce service de messagerie, jusqu'au départ de ses fondateurs consécutif au rachat par Rakuten. »
En 2019, la messagerie dénombre 400 millions d'utilisateurs, mais reste très peu utilisée en France contre une utilisation massive dans les pays de l'Est. Son directeur général, Djamel Agaoua mise sur la haute protection et confidentialité des échanges entre utilisateurs pour reprendre des parts de marché en Europe de l'Ouest. Marché dominé largement par la messagerie WhatsApp. Toutefois cette même année le CEO annonce que l'année 2019 porte le point d'équilibre financier attendu depuis la mise en place de la diversification des revenus et que sans faire encore d'important bénéfice, l'année 2020 devrait permettre de dégager une rentabilité notable.

## Sécurité
En 2014, un banc d'essai destiné à évaluer le niveau de sécurité des applications de messagerie instantanée réalisé par la Electronic Frontier Foundation n'attribue que deux points sur sept à Viber, ainsi qu'à de nombreuses autres messageries instantanées telles que Facebook chat, Google Hangouts, ou encore Snapchat. Skype et Yahoo! Messenger n'en récoltent qu'un seul. En 2017, l'organisation référente de ce banc d'essai archive celui-ci en le classant obsolète au regard des évolutions positives ou négatives des messageries testées.
En 2016, quelques mois après WhatsApp, Viber implémente le chiffrement de bout en bout pour les communications dans lesquelles tous les participants utilisent la dernière version de l’application, et publie un aperçu de son protocole de chiffrement, indiquant qu'il s'agit d'une implémentation personnalisée qui utilise les mêmes concepts que le Signal Protocol.
En 2017, le directeur géneral fait le choix de généraliser l'application du règlement général sur la protection des données (RGPD), y compris aux pays du monde qui n'appliquent pas cette législation particulière à l'Europe, dans le but de garantir une plus grande confidentialité des données personnelles qui transitent par les serveurs de l'application.
En avril 2019, la pression est forte pour que les applications de messagerie renforcent la protection des données de leurs utilisateurs. Djamel Agaoua le directeur général de Viber propose que les entreprises du numérique organisent l'autorégulation du secteur. Cette proposition fait suite à un appel lancé en janvier de la même année, au travers d'une lettre ouverte à Mark Zuckerberg fondateur de Facebook et à travers lui aux autres dirigeants de l'industrie de la messagerie, pour les inviter à agir et à ne pas transiger sur le respect absolu de la vie privée des utilisateurs. En août 2019, Djamel Agaoua, lors d'un entretien, pointe directement la faiblesse des applications de messageries WhatsApp et Telegram qui malgré un discours commercial affirmant un niveau de confidentialité des données de leurs utilisateurs n'ont pas toujours respecté celle-ci, ou ne mettent pas en œuvre les moyens technologiques pour confirmer leur respect des données confidentielles.

## Rupture avec Facebook
En juillet 2020, son PDG, Djamel Agaoua annonce une rupture de tous liens commerciaux avec le réseau Facebook et la suspension de tout investissement publicitaire sur la plateforme américaine en conformité avec la campagne #StopHateForProfit (2020 Facebook ad boycotts (en)), qui appelle au boycott publicitaire de cette dernière. Arguant d'une mauvaise gestion des données privées et du manque de respect de la vie privée des utilisateurs au travers de ses applications, mais surtout au regard de la décision et de la position douteuse de Facebook qui fait le choix de ne prendre aucune mesure pour empêcher et protéger le public des rhétoriques violentes et dangereuses. Cette annonce met en exergue le scandale Cambridge Analytica qui implique Facebook et dénonce l'incapacité de la plateforme à freiner la propagation des discours de haine après le meurtre de George Floyd.

## Sponsoring
En 2017, Rakuten Viber signe un accord de collaboration pour quatre années avec l'Olympique de Marseille, club de football français. L'accord permet à ses supporters de visionner des interviews exclusifs, de suivre les résultats et les événements du club et de participer à des rencontres audio par chat.
Le groupe Rakuten propriétaire de Viber officialise ainsi sa troisième collaboration avec des équipes sportives de niveau international, après celles du FC Barcelone et de l'équipe de basket-ball de la NBA américaine, les Golden State Warriors.
En 2019, Rakuten Viber officialise un partenariat avec l'e-ligue 1 régie par la Ligue de football professionnel pour étendre son réseau d'utilisateurs dans le milieu de l'e-sport.